# Theodor Desfours-Walderode

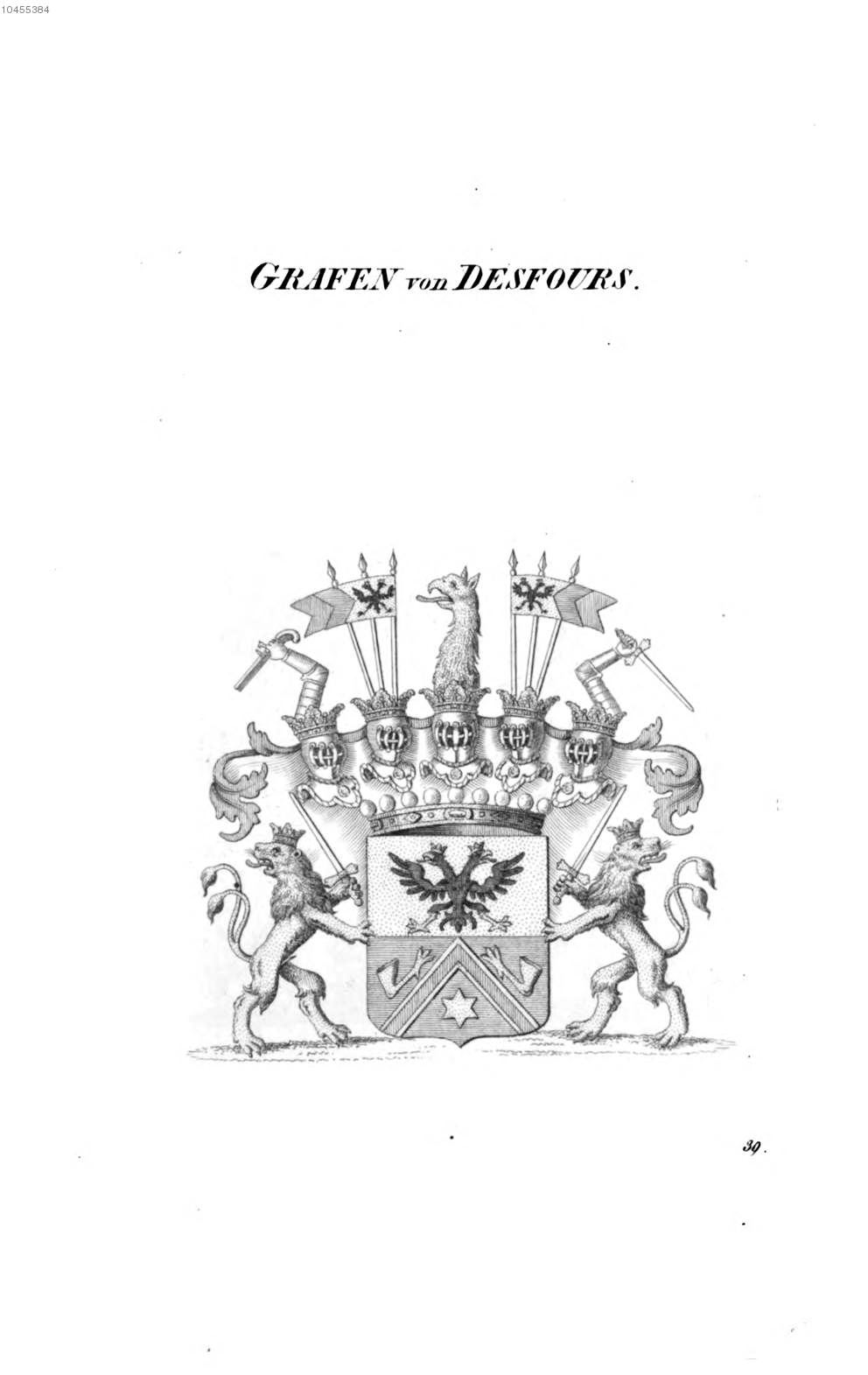
Erb Desfoursů

Theodor Gabriel Mořic hrabě Desfours-Walderode (25. dubna 1841 Hrubý Rohozec – 1. května 1894 Křetín) byl šlechtic z rodu Desfoursů, vlastnil statky v severních Čechách (Hrubý Rohozec, Smržovka), trvale ale žil na zámku Křetín na Moravě. Po krátké službě v armádě působil v politice, byl členem rakouské panské sněmovny.

## Životopis
Narodil se na hlavním rodovém sídle na zámku v Hrubém Rohozci, byl synem hraběte Františka Vincence Desfourse (1806–1869) a jeho manželky Marie Anny von Mayersbach (1819–1879). Dětství strávil na zámku v Horních Beřkovicích, studoval v Praze a Drážďanech, v roce 1858 vstoupil do armády a zúčastnil se rakousko-sardinské války v roce 1859. V hodnosti nadporučíka armádu opustil v roce 1865, po otci zdědil členství v rakouské panské sněmovně (1869), kde patřil k obhájcům českého historického státního práva a odpůrcům mocenských zájmů habsburské monarchie. V roce 1875 se stal čestným rytířem Maltézského řádu a v roce 1879 byl jmenován c.k. komořím. V soukromí se zabýval historií svého rodu, mezi jeho zájmy patřil také lov.

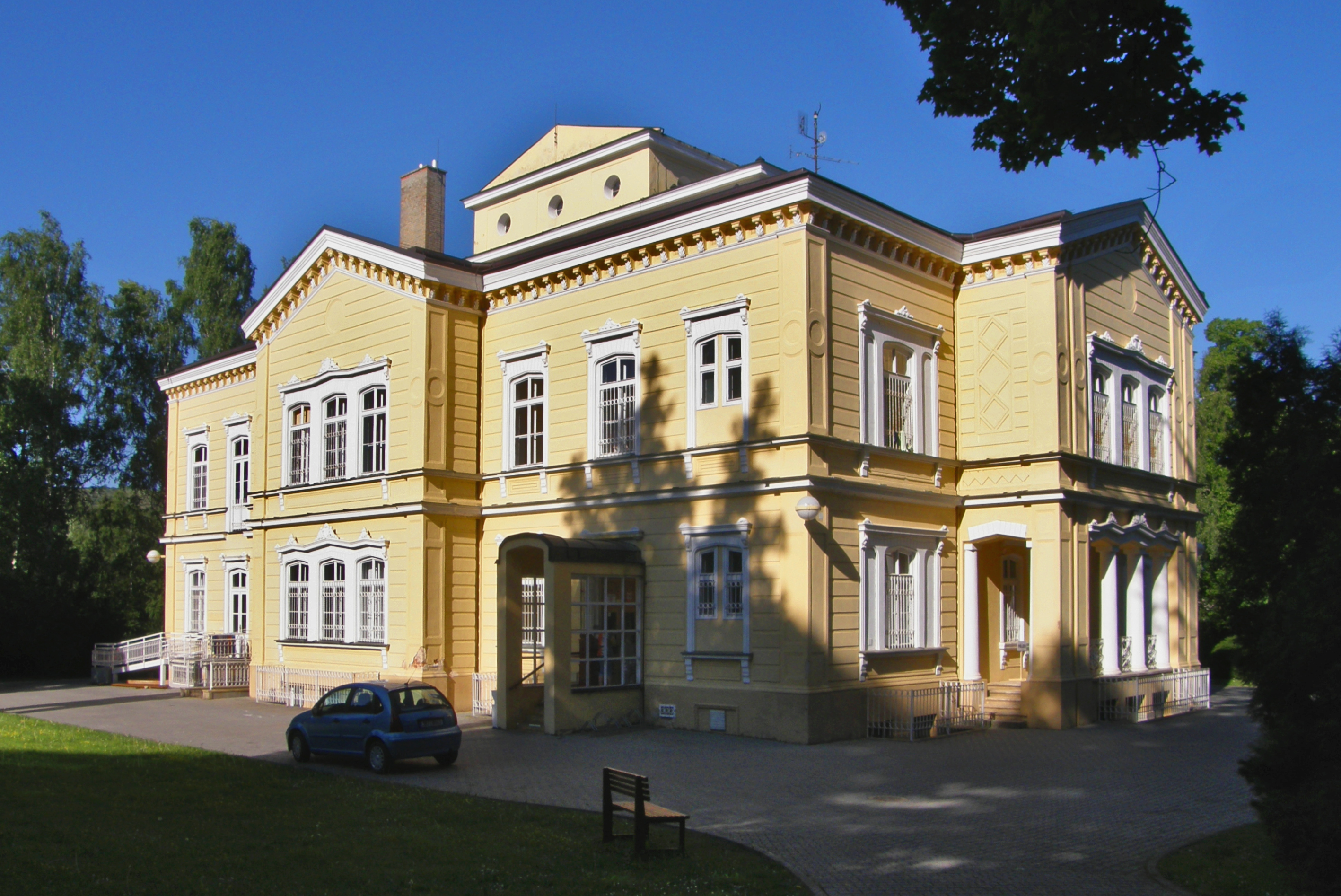
Zámek Křetín

Po otci zdědil rozsáhlý majetek v Čechách (Hrubý Rohozec, Smržovka) a na Moravě (Křetín) zahrnující přes 7 000 hektarů půdy. V roce 1872 se ve Vídni oženil s hraběnkou Augustou Coudenhove (1855–1933), s níž se usadil na zámku ve Křetíně. Věnoval se ale i hlavnímu rodovému sídlu v Hrubém Rohozci, kde nechal upravit park. Angažoval se také v charitě a byl členem řady spolků. Na vlastní přání byl pohřben na hřbitově ve Křetíně, kde byla později pochována i jeho manželka, která jej přežila téměř o čtyřicet let. Z jejich manželství se narodilo šest dětí, dědicem majetku se stal syn Mikuláš Vladimír (1877–1941), mladší Kuno byl diplomatem na dálném východě, zdědil zámek Potštát.